# Єршов Ігор Володимирович
Ігор Володимирович Єршов (нар. 16 березня 1972) — радянський та український футболіст, що грав на позиції півзахисника. Відомий за виступами в низці українських клубів різних ліг.

## Кар'єра футболіста
Ігор Єршов є вихованцем дніпропетровського ШІСП. Розпочав виступи на футбольних полях у команді другої ліги СРСР «Дніпро» з Черкас у 1990 році. У 1991 році Єршов грав у команді першої ліги СРСР «Таврія» з Сімферополя, зіграв у її складі 19 матчів у чемпіонаті та 1 матч у Кубку СРСР.
Після початку проведення Україною незалежної футбольної першості Ігор Єршов став у 1992 році гравцем клубу другої української ліги «Чайка» з Севастополя, в якому грав до кінця 1994 року. На початку 1995 року Єршов став гравцем клубу першої ліги України «Металург» з Нікополя. У складі команди Ігор Єршов став бронзовим призером турніру першої ліги, проте до вищої ліги команда не зуміла вийти. Наступний сезон Єршов розпочав у складі «Металурга», а з початку 1996 року грав на аматорському рівні. На початку сезону 1997—1998 років футболіст перейшов до складу севастопольської команди другої ліги, яку на той час перейменували в «Чорноморець». У севастопольській команді Єршов грав протягом півроку, а на початку 1998 року став гравцем клубу «Миколаїв», який став переможцем першої ліги. Проте у вищій лізі футболіст не зіграв, а на початку сезону 1998—1999 років став гравцем аматорського клубу «Гірник» з Балаклави. На початку 1999 року Єршов знову став гравцем севастопольського «Чорноморця», у складі якого грав до кінця року. Надалі до 2017 року Ігор Єршов грав у складі аматорського севастопольського клубу КАМО.

## Титули та досягнення
- Переможець Першої ліги України: 1997–1998
- Бронзовий призер Першої ліги України: 1994–1995